# Villancisco
«Villancisco» es una canción de la banda española de heavy metal Lujuria y fue publicada como sencillo en el año 2001 por la discográfica Locomotive Music.
Este sencillo solo incluye el tema antes mencionado y fue lanzado en diciembre de 2001 por motivo de las fiestas navideñas.

## Lista de canciones
| side one |               |          |  |
| N.º      | Título        | Duración |  |
| 1.       | «Villancisco» | 3:02     |  |

## Créditos
- Óscar Sancho — voz
- Julio Herranz — guitarra líder
- Jesús Sanz — guitarra rítmica
- Javier Gallardo — bajo
- César Frutos — batería
- Nuria de la Cruz — teclados